# Négreville
Négreville ist eine französische Stadt mit 844 Einwohnern (Stand: 1. Januar 2022) im Département Manche in der Region Normandie. Die Gemeinde gehört zum Arrondissement Cherbourg und zum Kanton Bricquebec-en-Cotentin. Die Einwohner nennen sich Négrevillais.

## Geografische Lage
Négreville befindet sich etwa 16 Kilometer südsüdöstlich von Cherbourg-Octeville am Douve, in den hier der Fluss Gloire mündet, im Zentrum der Halbinsel Cotentin. Umgeben wird Négreville von den Nachbargemeinden Brix im Norden, Saint-Joseph im Nordosten, Yvetot-Bocage im Osten, Morville im Süden und Südosten, Rocheville im Westen sowie Sottevast im Nordwesten.

## Bevölkerungsentwicklung
| Jahr                      | 1962 | 1968 | 1975 | 1982 | 1990 | 1999 | 2006 | 2013 |
| Einwohner                 | 561  | 539  | 553  | 523  | 625  | 734  | 813  | 828  |
| Quelle: Cassini und INSEE |      |      |      |      |      |      |      |      |

## Sehenswürdigkeiten
- Kirche Saint-Pierre aus dem 17. Jahrhundert
- Altes Pfarrhaus
- Schloss Darnétal aus dem 19. Jahrhundert
- Schloss Pont-Rilly aus dem 18. Jahrhundert, Monument
- Herrenhaus von Négreville
- Mühle

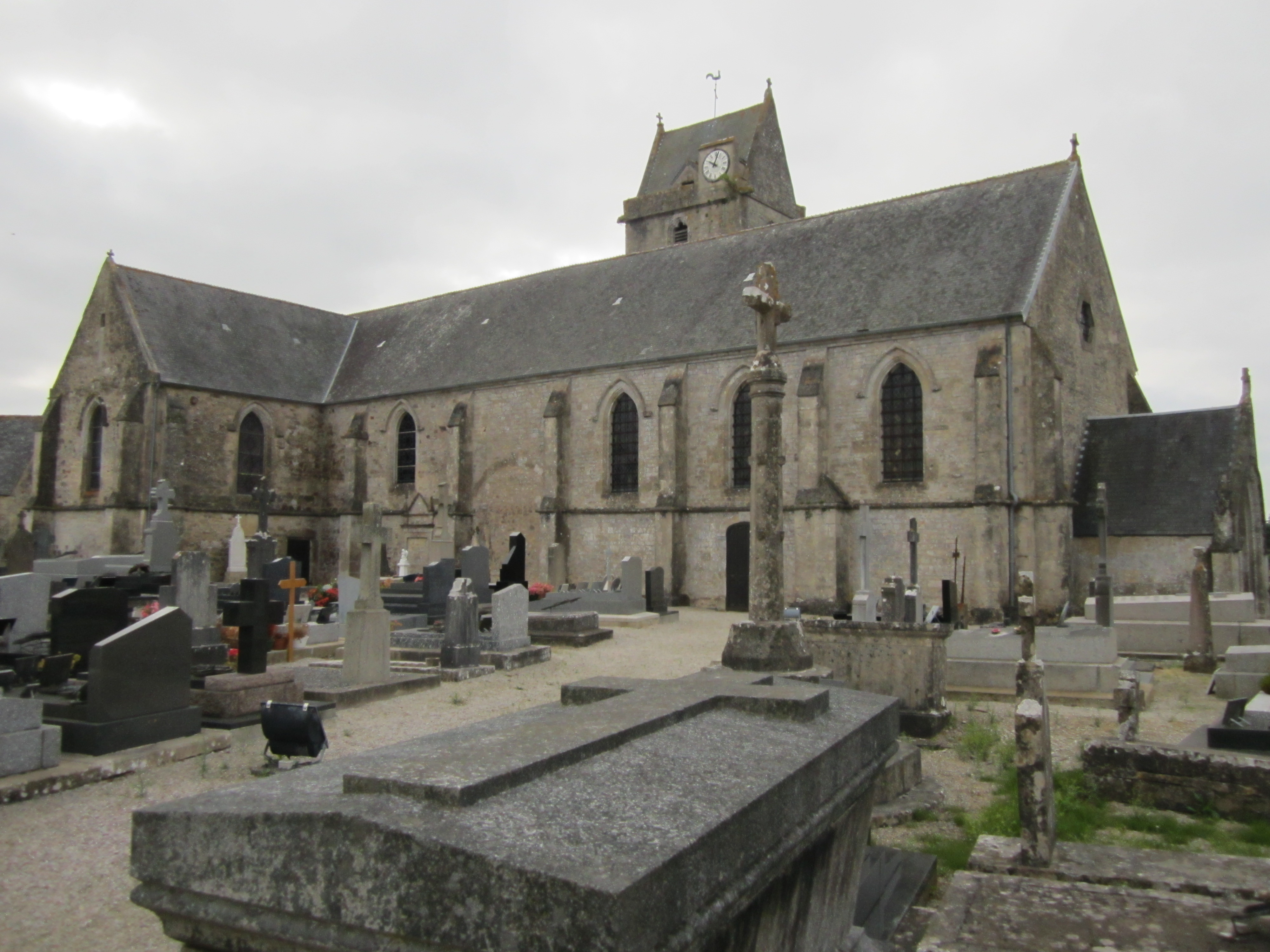
Kirche Saint-Pierre
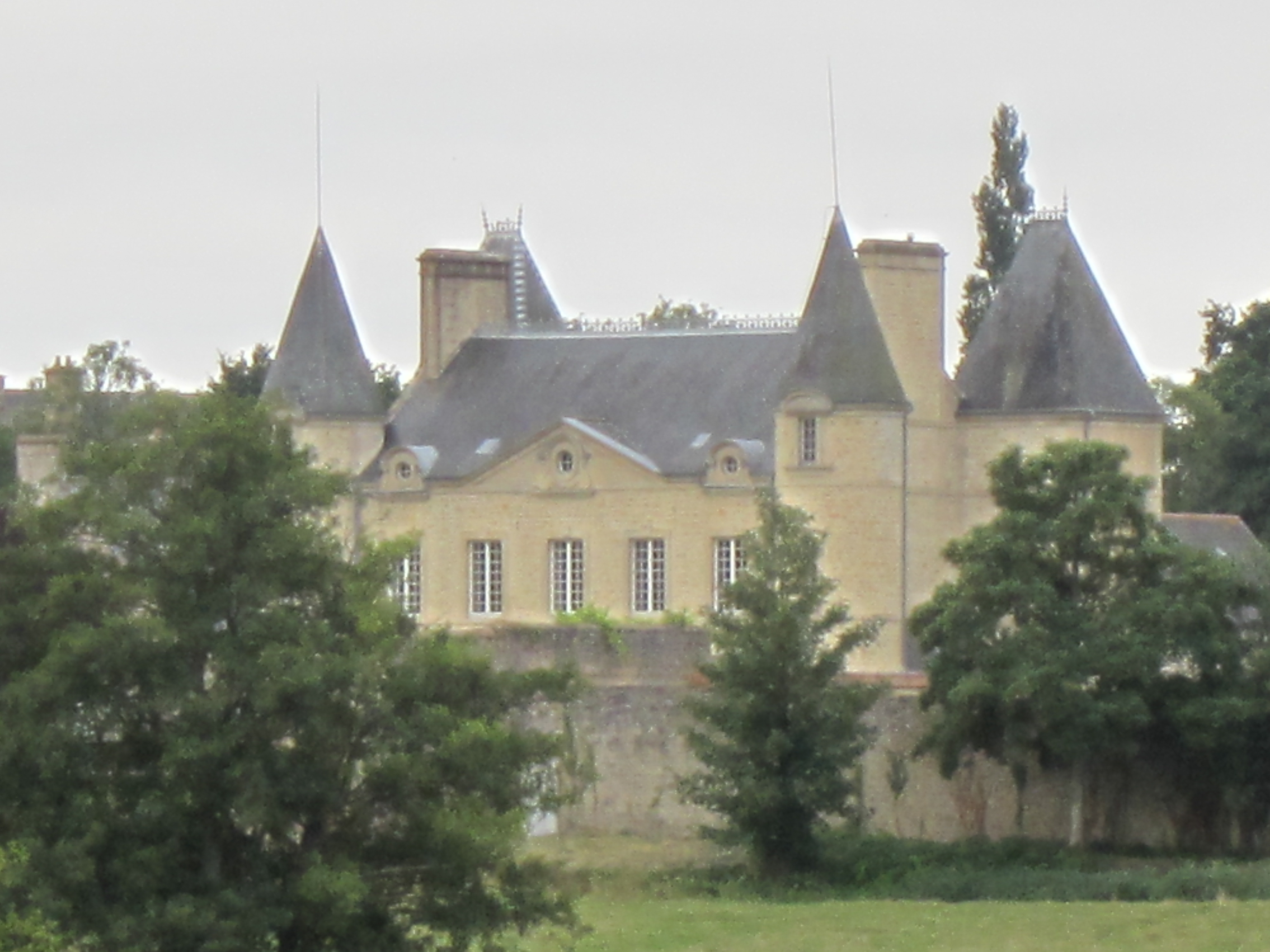
Schloss Darnétal
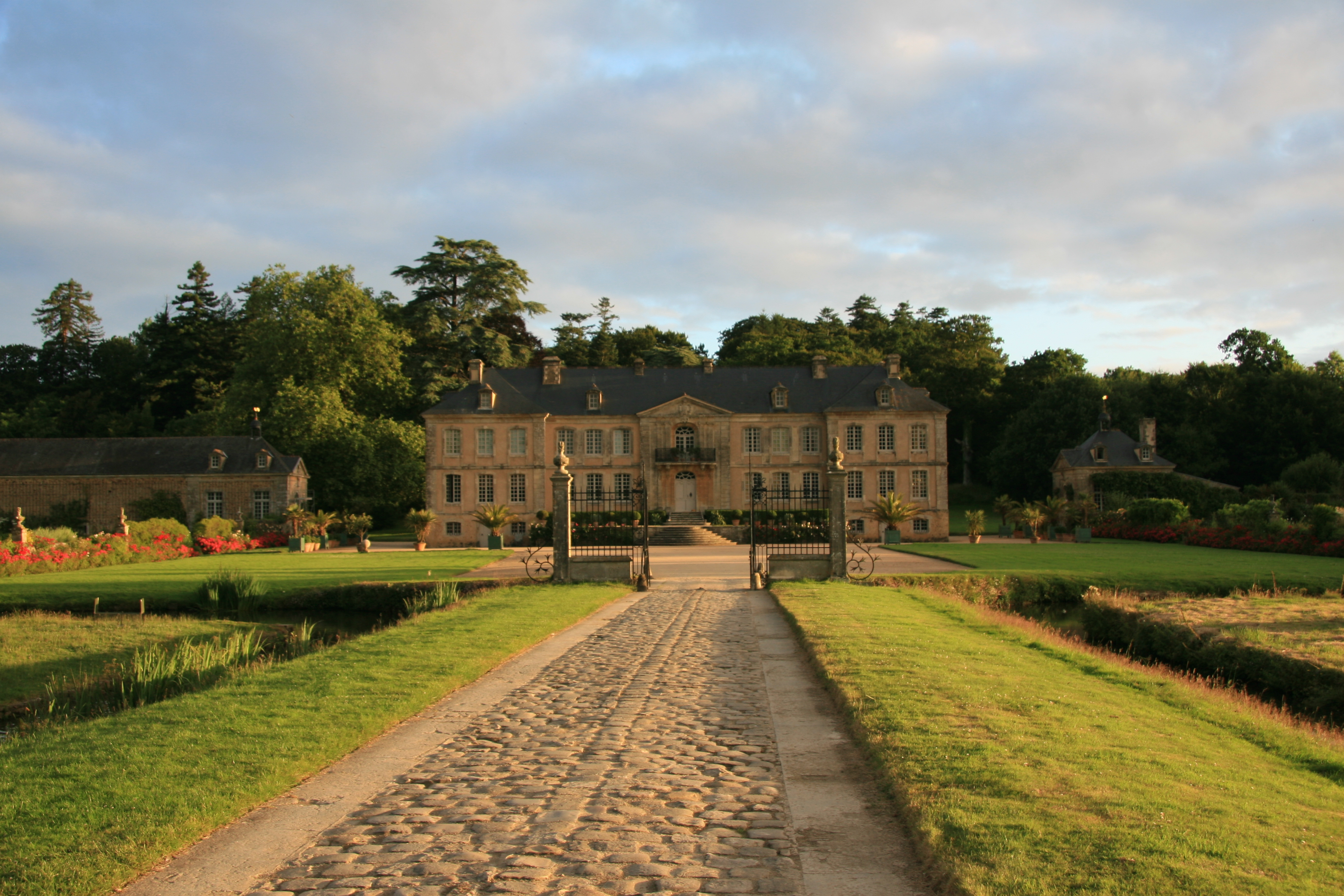
Schloss Pont-Rilly
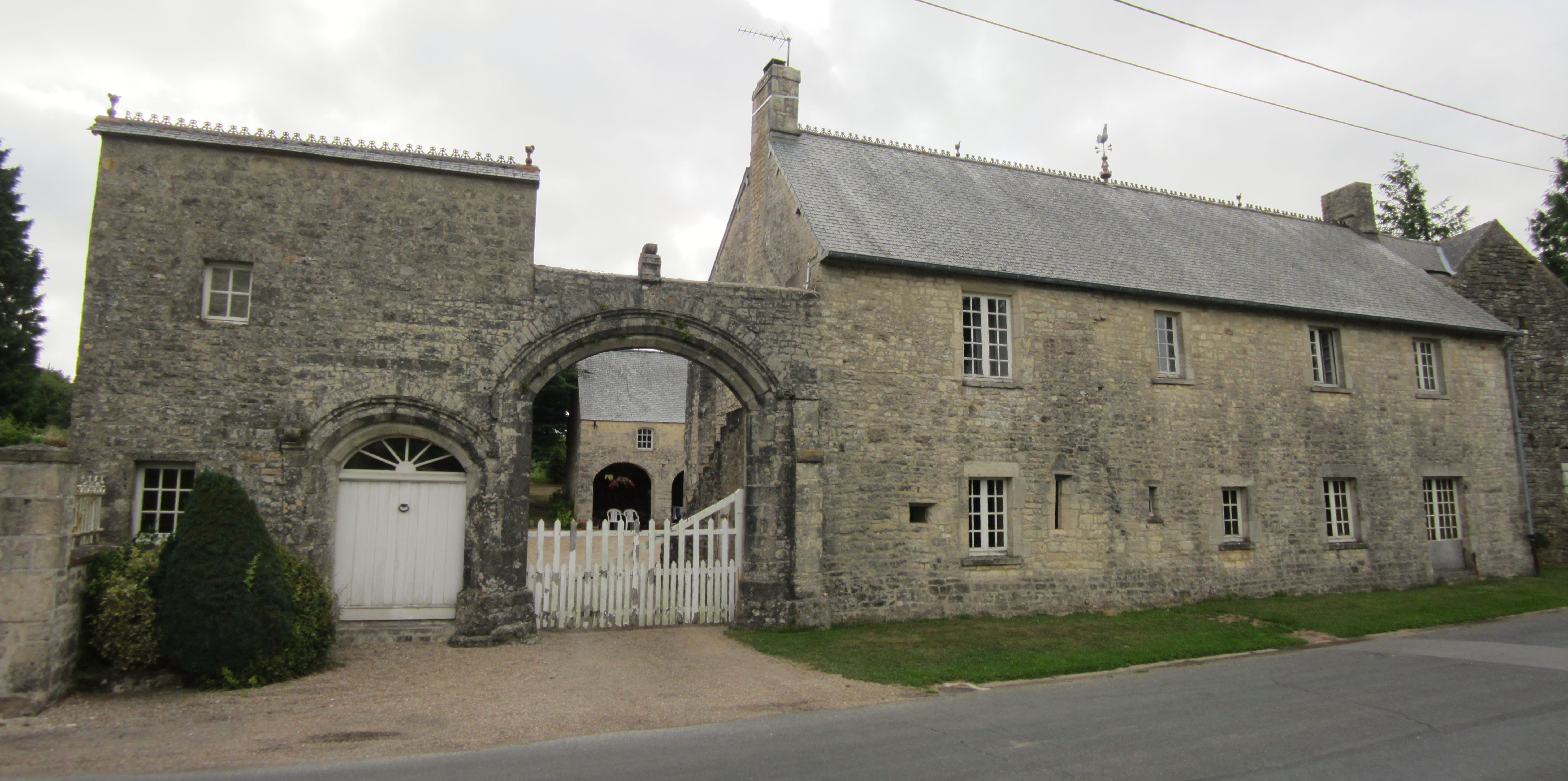
Herrenhaus von Négreville

## Persönlichkeiten
- Jean-Luc Blanchemain (* 1957), Automobilrennfahrer